# Sarlat Rugby
Sarlat Rugby, tot 2020 Club Athlétique Sarladais Périgord Noir, is een Franse rugbyclub uit Sarlat-la-Canéda. De club werd in 1903 opgericht.
De club speelt begin jaren 2020 mee in het Federal 2-kampioenschap onder het voorzitterschap van Dom Einhorn. 